# 新疆齿缘草
新疆齿缘草（学名：Eritrichium sub-jacquemontii）是紫草科齿缘草属的植物。分布于俄罗斯以及中国大陆的新疆等地，生长于海拔2,700米至3,900米的地区，常生于岩石缝、砾石山坡及河滩砂地，目前尚未由人工引种栽培。